# Shuniata
Śūnyatā (AITS, /shuniáta/ o /shuniátaa/; pali: suññatā), a menudo traducido como "vacuidad", "vaciedad" o "vacío" es un concepto budista relacionado con el concepto de Nada (pero diferente al concepto de la Nada nihilista), el cual tiene múltiples significados dependiendo de su contexto doctrinal. Puede referirse a una comprensión ontológica de la realidad en el budismo, un estado meditativo o un análisis fenomenológico de la experiencia. 
En el budismo Theravāda, suññatā se refiere a la naturaleza del no-yo (Pāli: anattā, sánscrito: anātman) de los cinco agregados y las seis esferas de los sentidos. Suññatā también se usa a menudo para referirse a un estado meditativo.
En Mahāyāna, śūnyatā se refiere al principio de que "todas las cosas están vacías de existencia y naturaleza intrínseca (svabhava)", pero también puede referirse a las enseñanzas de la naturaleza búdica o a la sabiduría primordial ("rigpa"), de las enseñanzas Dzogchen.
Se debe tener presente que la definición exacta y el alcance de shuniata varía dentro de las diferentes escuelas budistas lo que puede llevar a confusión. Todos estos sistemas de principios explican de forma sutil qué fenómenos son «vacíos de», cuáles son «vacíos» exactamente y qué significa la «vacuidad».
El término sería parcialmente similar o equivalente al término wuji, que en la filosofía taoísta y China, es el estado primigenio del universo no diferenciado sin límites o fronteras; y que en algunas tradiciones se relaciona con la Nada.

## Terminología
El término sánscrito śūnyatā (en pali: suññatā) es un sustantivo que está formado a partir del adjetivo śūnya que significa "cero", "nada", "vacío", y el sufijo -tā: ‘cualidad’.
El mismo concepto se conoce en otros idiomas con otros nombres:
- 空, Pinyin: kōng (en chino) y Rōmaji: kū (en japonés)
- 공성(空性), gong-seong (en coreano)
- སྟོང་པ་ཉིད་, Wylie: stong-pa nyid (en tibetano)
- qoɣusun (en mongol)
- សុញ្ញតា, (en jemer)
- สุญตา, (en tailandés)

## Origen en el budismo temprano

### En los Nikāyas Pāli

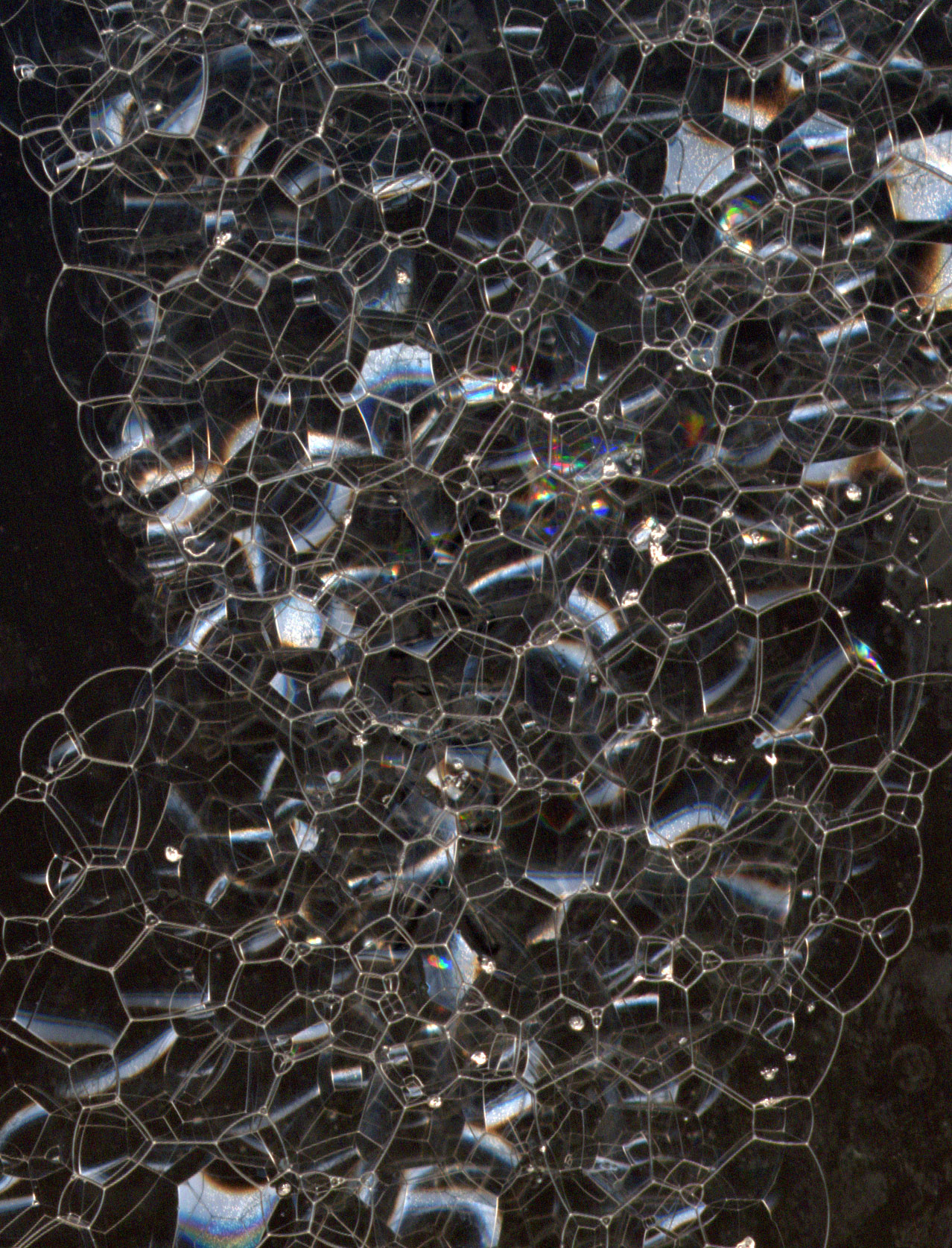
Un símil de las escrituras Pali (SN 22.95) compara la forma y los sentimientos con espuma y burbujas.

El canon pali usa el término suñña en tres formas: "(1) como estado meditativo, (2) como atributo de los objetos, y (3) como un tipo de liberación".
Según Bhikkhu Analayo, en el canon pali "el adjetivo suñña aparece con una frecuencia mucho mayor que el sustantivo correspondiente suññatā" y enfatiza ver los fenómenos como 'vacíos' en lugar de una idea abstracta de "vaciedad".
Un ejemplo de este uso se encuentra en el Pheṇapiṇḍūpama sutta (Samyutta Nikaya (SN) 22:95), que establece que en una inspección detallada, cada uno de los cinco agregados son vacíos (rittaka), ahuecados (tucchaka), sin núcleo (asāraka). En este texto se da una serie de contemplaciones para cada agregado: la forma material es como "una bola de espuma" (pheṇapiṇḍa); la sensación como “una burbuja de agua” (bubbuḷa); la percepción como “un espejismo” (marici); las construcciones mentales como “un árbol de plátano” (kadalik-khandha); y la cognición es como “una ilusión mágica” (māyā).

Según Shi Huifeng, los términos "vacío" (rittaka), "ahuecado" (tucchaka) y "sin núcleo" (asāraka) también se usan en los primeros textos budistas para referirse a palabras y cosas que son engañosas, falsas, vanas y sin valor. Esta sensación de inutilidad y vacuidad también se encuentra en otros usos del término "māyā", en la siguiente cita:
“Monjes, los placeres sensuales son impermanentes, ahuecados, falsos, engañosos; son ilusorios (māyākatame), el parloteo de los tontos".
El Suñña-sutta, que forma parte del Canon Pali, relata la historia del monje Ananda, servidor de Buda Gautama quien le preguntó: «¿En qué sentido se dice que el mundo es vacío?». Buda replicó: «En el sentido de que carece de un yo [atman] o de algo perteneciente a un yo. Por eso se dice que el mundo es vacío».
Según el abad americano Thanissaro Bhikku:
Vaciedad como una cualidad de dharmas, en los primeros cánones, significa simplemente que uno no puede identificarlos como uno mismo o tener algo relacionado con el propio yo ... Vaciedad como estado mental, en los primeros cánones, significa un modo de percepción. en el que uno no agrega nada ni quita nada de lo que está presente...

#### Meditación
Se dice que se alcanza el estado meditativo de vaciedad cuando uno "no atiende a ningún tema, y entra y permanece en la vaciedad interna" (Majjhima Nikaya (MN) 122). Este estado meditativo se desarrolla a través de los "cuatro estados sin forma" (arūpayatana) de meditación y luego a través de la "concentración sin tema".
El Cūlasuññata-sutta (MN III 104) y el Mahāsuññata-sutta (MN III 109) describen cómo un monje puede "vivir en vaciedad" a través de un proceso gradual de la cultivación mental, ambos destacan la importancia de la impermanencia de los estados mentales y la ausencia de un yo.
En el Kāmabhu Sutta (SN IV.293) se explica que un monje puede experimentar un estado de contemplación en que cesan la percepción y el sentimiento. Cuando emerge de este estado, cuenta tres tipos de "contacto" (phasso):
1. "vaciedad" (suññato),
2. "sin signo" (animitto),
3. "no dirigido" (appaṇihito).[10]

El significado de vaciedad como se contempla aquí se explica en MN I.297 y SN IV.296-97 como la "emancipación de la mente por vaciedad" (suññatā cetovimutti) siendo consecuente sobre la comprensión que "este mundo está vacío de un yo o de cualquier otra cosa que pertenece a un yo".
El término "vaciedad" (suññatā) también se usa en dos suttas del Majjhima Nikāya, en el contexto de una progresión de estados mentales.

### Āgamas chinos
Los Agamas chinos contienen varios paralelismos con el Pheṇapiṇḍūpama sutta. Un paralelo parcial del Ekottara Agama describe el cuerpo con diferentes metáforas: “una bola de nieve”, “un montón de tierra”, “un espejismo”, “una ilusión” (māyā), o “un puño vacío usado para engañar a un niño". En una vena similar, el Mūla-Sarvāstivāda Māyājāla Sūtra, da dos conjuntos de metáforas para cada una de las conciencias sensoriales para ilustrar su carácter vano e ilusorio.
Otros Agamas que tienen la vacuidad como tema incluyen: Paramārtha-śunyatā-sūtra (Sutra de la última vaciedad, Samyukta Agama 335) y Mahā-śunyatā-dharma-paryāya (Discusión sobre la gran vaciedad, Samyukta Agama 297). Estos sutras no tienen paralelos en el canon pali. Estos sutras asocian la vaciedad con la originación dependiente, lo que demuestra que esta relación de los dos términos ya se estableció en las fuentes tempranas antes de Nagarjuna. La Discusión sobre la gran vaciedad dice:
"¿Qué es el discurso del Dharma sobre gran vaciedad? Es esto: "Cuando esto existe, eso existe; cuando esto surge, eso surge ".
La frase "cuando esto existe ..." es una glosa común a la originación dependiente. Los Agamas también habla de un cierto samadhi de vaciedad (śūnyatāsamādhi) y afirma que todos los dharmas están "clasificados como convencionales".
Mun-Keat Choong y Yin Shun han publicado estudios sobre los diversos usos de vaciedad en los Textos Budistas Tempranos (Canon Pali y Agamas chinos).

## Primeras escuelas budistas y Abhidharma
A lo largo del tiempo, se desarrollaron diferentes escuelas doctrinarias dentro del budismo, en un esfuerzo por explicar el significado filosófico exacto de sus varias doctrinas, como vaciedad. Muchas de las primeras escuelas budistas presentaron a śūnyatā como una parte importante de sus enseñanzas.
Los textos Abhidharma de la escuela Sarvastivada, como el Dharmaskandhapāda Śāstra, y el Mahāvibhāṣa ("gran comentario") también abordan el tema de la vaciedad y su relación a la originación dependiente.

Las varias escuelas Mahāsāṃghika, como Prajñaptivāda, así como muchas de las escuelas de la Sthavira nikaya (excepto Pudgalavada), sostuvieron que todos los dharmas (fenómenos) eran vacíos (dharma śūnyatā). Esto se puede ver en los textos tempranos del Abhidhamma Theravada, como en el Patisambhidamagga, que también explica la vaciedad de los cinco agregados y de svabhava como "vacíos de naturaleza esencial". El Kathavatthu (Theravada) también argumenta en contra de la idea de que la vaciedad no está condicionada. El Mahāvastu, un influyente texto Mahāsāṃghika, afirma que el Buda:
"ha demostrado que los agregados son como un relámpago, como una burbuja, o como la espuma blanca en una onda".
Uno de los temas principales del texto llamado Tattvasiddhi-Śāstra del maestro Harivarman (siglos III-IV) es "dharma-śūnyatā", la vaciedad de los fenómenos.

## En Theravāda
La vaciedad es una puerta importante para la liberación en la tradición Theravāda. Los budistas Theravāda generalmente consideran que la vaciedad es simplemente la naturaleza de anatta (no-yo) de los cinco agregados. El Patisambhidamagga (c. siglo III a. C.), un texto clásico de Theravāda, describe los cinco agregados como vacíos (suññam) de esencia o naturaleza intrínseca (sabhava). Según un pasaje del Patisambhidamagga citado por Buddhaghosa en el Visuddhimagga (Vism XXI 70):
"Cuando un gran sabio trae a la mente las [formaciones volitivas] como no-yo, adquiere la liberación de la vaciedad" - Patis. II 58.
El Visuddhimagga (c. siglo V d. C.), el tratado Theravāda más influyente, afirma que anatta no se hace evidente porque está oculto por la "compacidad", cuando uno no presta atención a los diversos elementos que conforman la persona. El Paramatthamañjusa Visuddhimaggatika de Acariya Dhammapala, un comentario Theravāda del siglo V sobre el Visuddhimagga, comenta que este pasaje se refiere al hecho de que a menudo asumimos la unidad y la compacidad con respecto a los fenómenos o funciones que, en cambio, están compuestos de varios elementos. Pero cuando uno ve que estos son simplemente dhammas vacíos, uno puede comprender la característica del no-yo:
"Cuando se ven después de resolverlos por medio del conocimiento en estos elementos, se desintegran como espuma sometida a compresión por la mano. Son meros estados (dhamma) que ocurren debido a las condiciones y vaciedad. De esta manera, la característica del no-yo [anatta] se hace más evidente ".

El maestro tailandés moderno Buddhadasa se refirió a vaciedad como el "corazón más íntimo" de las enseñanzas budistas y la cura para la enfermedad del sufrimiento. Afirma que la vaciedad, en relación con la práctica del dhamma, puede verse tanto "como la ausencia de dukkha y las impurezas que son la causa de dukkha tanto como la ausencia de la sensación de que hay un yo o que hay cosas que son las posesiones de un yo." También comparó el nibbana con la vaciedad, declarando que "nibbana, la extinción de dukkha, significa lo mismo que la vaciedad suprema". La vaciedad también se ve como un modo de percepción que carece de todas las elaboraciones conceptuales habituales que generalmente agregamos a nuestras experiencias, como el sentido de "yo" y "mío". Según Thanissaro Bhikku, la vaciedad no es tanto una visión metafísica, sino que es un modo estratégico de actuar y de ver el mundo que conduce a la liberación:
La vaciedad es un modo de percepción, una forma de ver la experiencia. No agrega nada ni quita nada a los datos de los eventos físicos y mentales. Miras los eventos en la mente y los sentidos sin pensar en si hay algo detrás de ellos. Este modo se denomina vaciedad porque está vacío de las presuposiciones que generalmente agregamos a la experiencia para darle sentido: las historias y cosmovisiones que diseñamos para explicar quiénes somos y el mundo en que vivimos. 
Según Peter Harvey, la visión Theravāda de dhammas y sabhava no es una de las esencias, sino son características meramente descriptivas y, por lo tanto, no es el tema de la crítica de Madhyamaka desarrollada por Nagarjuna.
En Theravāda, la vaciedad como un acercamiento a la meditación también se ve como un estado en el que uno está "vacío de perturbación". Esta forma de meditación es aquella en la que los meditadores se concentran y se enfocan en la ausencia o presencia de perturbaciones en sus mentes; si encuentran una perturbación, la notan y la dejan caer; esto conduce a estados más profundos de calma. La vaciedad también se ve como una forma de ver la experiencia sensorial que no se identifica con el proceso mental de crear un "yo" o un "mi". Como una forma de meditación, esto se desarrolla al percibir las seis esferas de los sentidos y sus objetos como vacíos de cualquier ser, esto conduce a un jhana sin forma y un estado de ecuanimidad.

## Mahāyāna
Hay dos fuentes principales de las discusiones Mahāyāna sobre la vaciedad: los sutras Mahāyāna y la literatura shastra, que fue compuesta por eruditos y filósofos budistas indios.

### Textosprajñāpāramitā
Los sutras prajñāpāramitā (perfección de la sabiduría) enseñan que todas las entidades, y todos los dharmas, son vacíos de un yo, de un núcleo esencial o naturaleza intrínseca (svabhava), y que son solo construcciones conceptuales. La noción de prajña (sabiduría, conocimiento) presentada en estos sutras significa una profunda comprensión no conceptual de la vaciedad. Los sutras prajñāpāramitā también usan varias metáforas para explicar la naturaleza de los dharmas o fenómenos, afirmando que son como “ilusiones” (māyā) y “sueños” (svapna). La Astasahasrika Prajñaparamita, posiblemente la primera de estas sutras, declara:
Si él conoce los cinco agregados como una ilusión, pero no ve ilusión como una cosa, y los agregados otra; Si, liberado de la noción de múltiples cosas, él cursa en paz. Entonces esa es su práctica de la sabiduría, la perfección más elevada.
Percibir a los dharmas y a los seres como una ilusión (māyādharmatām) se denomina la "gran armadura" (mahāsaṃnaha) del bodhisattva, que también se denomina el "hombre ilusorio" (māyāpāpuruṣa).
El Vajracchedikā prajñāpāramitā sūtra (Sutra cortador de vajra) agrega los siguientes símiles para describir cómo deben contemplarse todas las cosas: "como una burbuja, una sombra, como el rocío o un relámpago." En la cosmovisión de estos sutras, aunque percibimos un mundo de objetos concretos y discretos, estos están "vacíos" de la identidad imputada por sus etiquetas designadas. En ese sentido, nuestras experiencias son engañosas y como una ilusión. Los textos de la perfección de la sabiduría repiten constantemente que no se puede encontrar nada que finalmente exista de alguna manera fundamental. Esto se aplica incluso a los conceptos budistas más elevados (como a bodhisattvas, bodhicitta e incluso a prajña). Incluso se dice que el nirvana mismo está vacío y como un sueño o una ilusión mágica.
En los sutras prajñāpāramitā se dice que el conocimiento de la vaciedad, es decir, la prajñāpāramitā, es la virtud fundamental del bodhisattva. Se dice que un bodhisattva se apoya en la vaciedad al no estar apoyado (-stha) en ningún otro dharma o fenómeno. Se dice que los bodhisattvas que practican esta perfección de sabiduría tienen varias cualidades tales como el "no agarrar" (aparigṛhīta), la "no aprehensión" (anupalabdhi) de cualquier cosa, "no ganar" (aprapti), "no establecerse" (anabhinivesa) y "no confiar en ningun signo" (nimitta, impresiones mentales). También se dice que los bodhisattvas están libres de temor ante la doctrina de la vaciedad, que puede consternar fácilmente a otros con su teoría de la falta de fundamento ontológico.

#### Prajñāpāramitāhṛdaya
El shuniata es un tema clave en el Sutra del corazón (Prajñāpāramitāhṛdaya), que es habitualmente recitado por los budistas mahāyānas alrededor del mundo. El Sutra del corazón declara que los skandhas, que constituyen nuestra existencia mental y física, son vacíos en su naturaleza o esencia, esto es, vacíos de cualquier naturaleza o esencia. Pero también declara que esta vacuidad es igual a la forma (lo que denota plenitud), en otras palabras, que esto es una vacuidad que al mismo tiempo no es diferente del tipo de realidad que normalmente atribuimos a los eventos; no es un vacío nihilista que socava nuestro mundo, sino un vacío positivo que lo define.
- «El noble bodhisattva, Avalokiteśvara, involucrado en las profundidades de la práctica de la perfección de la sabiduría, miró desde arriba sobre los cinco skandhas (conjuntos), y vio que ellos estaban vacíos en su naturaleza esencial».
- «Escucha, oh Shariputra, el vacío es igual a la forma y la forma es igual al vacío. Fuera de la forma, el vacío no es; el vacío no es la forma. El vacío es eso que es la forma, la forma es eso que es el vacío. Sólo así son percepción, cognición, construcción mental y conciencia».
- «Escucha, oh Shariputra, todos los fenómenos de la existencia están marcados por el vacío: no surgido ni destruido, no impuro ni puro, no deficiente ni completo».

### Escuela mādhyamaka
Mādhyamaka es una escuela de filosofía budista Mahāyāna que se centra en el análisis de la vaciedad, por lo que también fue conocida como "Śūnyatavāda". La escuela se considera tradicionalmente como fundada por el filósofo budista indio Nāgārjuna.
 

El objetivo de Nāgārjuna era refutar el esencialismo de ciertas escuelas Abhidharma y la escuela Hindu Nyaya. Su magnum opus es el Mūlamadhyamakakārikā (MMK), en el que utilizó argumentos de reductio (Skt: prasanga) para mostrar la no sustancialidad de todo los dharmas. Nāgārjuna equipara la vaciedad de los dharmas con su origen dependiente (pratītyasamutpāda) y, por lo tanto, con su ausencia de cualquier sustancia permanente o existencia primaria y sustancial (svabhava). En el MMK Nāgārjuna dice:
Afirmamos que la originación condicionada es la vaciedad. Es una mera designación que depende de algo, y es el camino medio. (24.18) 
Como nada ha surgido sin depender de algo, no hay nada que no esté vacío. (24.19)
Para Nāgārjuna, quien entregó la formulación filosófica más importante de śūnyatā, el vacío como marca de todos los fenómenos es una consecuencia natural de la originación dependiente; en efecto, él identifica los dos. Una exposición clara y rigurosa de la doctrina y genealogía de la vacuidad la encontramos en La palabra frente al vacío. Filosofía de Nagarjuna de Juan Arnau (véase bibliografía). En su análisis, cualquier naturaleza esencial perdurable prevendría el proceso de la originación dependiente, prevendría cualquier tipo de originación por completo, pues las cosas simplemente habrían sido siempre y continuaría siendo siempre.
Esto habilita a Nāgārjuna para sostener un osado argumento relativo a la relación del nirvāna y del samsara. Si todos los eventos fenoménicos (es decir, los eventos que constituyen samsara) son vacíos, entonces ellos son vacíos de toda capacidad irresistible para causar sufrimiento. Para Nāgārjuna, nirvāna no es algo agregado al samsara ni un procedimiento para salirse de él (removiendo el ente iluminado de él). En otras palabras, nirvāna es simplemente samsara correctamente experimentado a la luz de una comprensión adecuada de la vacuidad de todas las cosas.
El Mādhyamaka de Nāgārjuna afirma que, dado que las cosas carecen de existencia verdadera o ser propio (niḥsvabhāva), todas las cosas son meras construcciones conceptuales (prajñaptimatra) porque son solo colecciones impermanentes de causas y condiciones. Debido a esto, Mādhyamaka también se conoce como "Niḥsvabhāvavāda". Este principio filosófico también se aplica a la causalidad, ya que todo se origina de manera dependiente. Si uno no es consciente de esto, puede parecer que las cosas surgen como existentes, permanecen por un tiempo y luego perecen. En realidad, los fenómenos originados de manera dependiente no surgen o permanecen como fenómenos inherentemente existentes y, sin embargo, todavía aparecen como un flujo de construcciones conceptuales. Por lo tanto, Mādhyamaka es un camino intermedio entre el eternismo y el nihilismo.
Ha habido mucho debate, tanto en la antigua India como en los estudios modernos, sobre cómo interpretar a Mādhyamaka y si es nihilista (una afirmación que los pensadores de Mādhyamaka negaron con vehemencia). Algunos eruditos modernos como Fyodor Shcherbatsky también interpretan a la vaciedad de Nāgārjuna como un absoluto trascendental, mientras que otros eruditos como David Kalupahana consideran que esta interpretación es un error. Según Paul Williams, Nāgārjuna asocia la vaciedad con la verdad última, pero su concepción no es un tipo de absoluto, sino la ausencia de existencia verdadera con respecto a la realidad convencional.
Para Nāgārjuna, el mundo fenoménico es la verdad limitada (samvrtisatya) y no existe de manera última (paramartha) y, sin embargo, tiene un tipo de realidad convencional que tiene sus usos para alcanzar la liberación. Esta verdad limitada incluye todo, incluido el mismo Buda, las enseñanzas (Dharma), la liberación e incluso los propios argumentos de Nāgārjuna. Este esquema de dos verdades que no negaba la importancia de la convención le permitió defenderse contra los cargos de nihilismo. Debido a su trabajo filosófico, Nāgārjuna es visto por algunos intérpretes modernos como un restaurador del camino medio del Buda, que se había influenciado por tendencias metafísicas absolutistas de escuelas como Vaibhasika.
Nāgārjuna también es famoso por argumentar que su filosofía de la vaciedad no era una visión filosófica, y que, de hecho, el no tomó ninguna posición ni tesis, ya que esto solo sería otra forma de aferrarse. En su Vigrahavyavartani, Nāgārjuna declara que no tiene una tesis (pratijña) para demostrar. Por lo tanto, la filosofía de Mādhyamaka es solo un truco hábil para lograr la liberación y dejar ir todos los puntos de vista. Esta idea se convertiría en un punto central de debate para los filósofos de Mādhyamaka.

### Escuela yogācāra
El texto central de la escuela Yogācāra, el Saṃdhinirmocanasūtra, explica la vaciedad en términos de la teoría de las "tres naturalezas" o " tres aspectos", declarando que su propósito es "establecer la doctrina de los tres aspectos (trisvabhāva) en términos de su falta de naturaleza propia (niḥsvabhāvatā)." Según Andrew Skilton, en Yogācāra, la vaciedad es la "ausencia de dualidad entre el sujeto que percibe (Skt: grāhaka, Tib: 'dzin-pa, "el agarrador") y el objeto percibido (Skt: grāhya, Tib: bzhung-ba, "lo agarrado"). Esto se ve en la siguiente cita del Madhyāntavibhāgakarika: 
Existe la imaginación de lo irreal, no hay dualidad, pero hay vaciedad, incluso en esto hay eso. 
En su comentario, el filósofo indio de Yogācāra, Vasubandhu, explica que "la imaginación de lo irreal" (abhūta-parikalpa) es la "discriminación entre la dualidad de el agarrador y lo agarrado". Se dice que la vaciedad es "la imaginación de lo irreal que falta en la forma de ser lo agarrado o de ser agarrador" (i.e. la falta de dualidad objeto-sujeto). Así, en Yogācāra, se puede decir que la vaciedad es principalmente que el sujeto y el objeto (de experiencia), y todas las experiencias que se ven en la modalidad sujeto-objeto están vacías de esa misma dualidad.
Según el pensamiento de Yogācāra, todo lo que concebimos es el resultado del funcionamiento de las "ocho conciencias" (vijñāna). Las "cosas" de las que somos conscientes son "meros conceptos" (vijñapti), no "la cosa en sí misma". En este sentido, nuestras experiencias son vacías y falsas, no revelan la verdadera naturaleza de las cosas como las vería una persona iluminada, que sería una experiencia no-dual, sin la distinción imputada de objeto-sujeto.

Los filósofos de Yogācāra, Asaṅga y Vasubandhu, también criticaron a la escuela Madhyamaka porque "se adhieren a la no existencia" y buscaron alejarse de su interpretación negativa de la vaciedad porque temían que cualquier filosofía de "negación universal" (sarva vaināśika) se desviaría hacia el 'nihilismo' (ucchedavāda), un extremo que no era del camino medio. Los Yogācāras diferían de los Madhyamikas al afirmar que realmente había algo que se podía decir que "existía" en la experiencia: una percepción no objetiva y vacía. Esta concepción de la vaciedad de Yogācāra, que afirma que hay algo que existe (principalmente, vijñapti, construcción mental) y que está vacío, se puede ver en la siguiente declaración de Vasubandhu:
Por lo tanto, cuando algo está ausente [en un receptáculo], entonces uno, al ver que esto [el receptáculo] está desprovisto de esa cosa, percibe ese [receptáculo] tal como es, y reconoce ese [receptáculo], que queda, tal como está, es decir, como algo verdaderamente existente allí. 
Esta tendencia también se puede ver en Asaṅga, quien argumenta en su Bodhisattvabhūmi que debe existir algo que se describe como vacío:
La vaciedad es lógica cuando una cosa está desprovista de otra debido a la ausencia de esta otra cosa y debido a la presencia de la cosa vacía en sí. 
Asaṅga también declara:
La inexistencia de la dualidad es, de hecho, la existencia de la no existencia; Esta es la definición de la vaciedad. No es ni existencia, ni inexistencia, ni diferente ni idéntica. 
Esta definición de la vaciedad como "la existencia de no existencia" también se puede ver en el Abhidharmasamuccaya de Asaṅga, que afirma que la vaciedad es "la no existencia del yo y la existencia del no-yo [anatta]".
En el siglo sexto, los debates académicos entre filósofos de Yogācāra y Madhyamaka se centraron en el estado y la realidad de paratantra-svabhāva (la "naturaleza dependiente"). Los Madhyamikas como Bhāvaviveka criticaron los puntos de vista de Yogācāra como Dharmapāla de Nalanda por reificar la originación dependiente.

### En textostathāgatagarbha
Una división influyente de los textos budistas del primer milenio CE desarrolla la noción de "tathāgatagarbha" o la naturaleza de Buda. La doctrina tathāgatagarbha, en su momento más temprano, probablemente apareció en la última parte del siglo III EC. La clase de escrituras budistas conocidas como sūtras tathāgatagarbha presentan la vaciedad de manera catafática. 
"Tathāgatagarbha" significa un "garbha" (matriz, semilla) que contiene o da a luz a un tathāgata (i.e. un Buda). En los sūtras tathāgatagarbha, se afirma que la perfección de la sabiduría del no-yo es el "yo verdadero". El objetivo final del camino se caracteriza utilizando un rango de lenguaje positivo que había sido utilizado en la filosofía india anteriormente por filósofos esencialistas, pero que ahora se transmutaba en un nuevo vocabulario budista para describir a un ser que ha completado con éxito el camino budista. 
Estos sutras sugieren que "todos los seres sintientes contienen un Tathāgata como su esencia, núcleo o naturaleza interna esencial". También presentan una comprensión diferente de la vaciedad, en la que se considera que la Naturaleza de Buda, el Buda y la Liberación trascienden el reino de la vaciedad, es decir, de los fenómenos condicionados y de origen dependiente.

Uno de estos textos, el Angulimaliya Sutra, contrasta entre fenómenos vacíos como las aflicciones morales y emocionales (kleshas), que son como el granizo efímero, y el Buda eterno y perdurable, que es como una gema preciosa:
Las decenas de millones de emociones aflictivas como piedras de granizo están vacías. Los fenómenos de la clase de los vicios, como las piedras de granizo, se desintegran rápidamente. Buda, como una joya vaidurya, es permanente ... La liberación de un buda también es una forma ... No haga una discriminación de no división, diciendo: "El carácter de la liberación está vacío".
El Śrīmālā Sūtra es uno de los primeros textos sobre el pensamiento tathāgatagarbha, compuesto en el siglo III en el sur de la India, según Brian Brown. Afirmó que todos pueden alcanzar la Budeidad y advierte contra la doctrina de sunyata. El Śrīmālā Sūtra postula que tathāgatagarbha es en última instancia identificable como la naturaleza supramundana del Buda. Esta matriz es el fundamento de la naturaleza del Buda, esta naturaleza no ha nacido y es eterna, tiene existencia última, no tiene principio ni fin, es permanente y no dual. El texto también agrega que la matriz de buda no tiene "ningún yo, alma o personalidad" e "incomprensible para cualquier persona distraída por sunyata (vacío)"; más bien es el soporte para la existencia fenomenal.

El Mahāyāna Mahāparinirvāṇa Sūtra sostiene tal visión y considera el Vacío Primordial como la cognición búdica (jñāna) que percibe tanto el vacío como el no-vacío, donde el vacío es la totalidad del samsara y el no-vacío es el gran nirvāna. El buda en el Mahāyāna Mahāparinirvāṇa Sūtra, indica además que ver absolutamente todo como vacío es un enfoque desequilibrado y constituye una desviación del camino del medio del budismo:
El sabio percibe la vacuidad y la no vacuidad, lo eterno y lo impermanente, el sufrimiento y la dicha, el yo y el no yo... porque percibir la vacuidad de todas las cosas y no percibir la no-vacuidad no puede calificarse de Vía del Medio; el percibir el no-yo de todo sin percibir el yo no puede considerarse la vía del medio.
Además, este sūtra particular contiene un pasaje en el cual Buda castiga a aquellos que ven el Tathagatagarbha (el cual es el elemento búdico inmortal subyacente) en cada ser como vacío. El sūtra declara cómo Buda declara que ellos efectivamente cometen una forma de doloroso suicidio espiritual a través de esa postura:
Por haber cultivado el no-yo en relación con el Tathagatagarbha y haber cultivado continuamente la Vacuidad, el sufrimiento no será erradicado sino que se volverá como una polilla en la llama de una lámpara.
(En la versión tibetana del Mahāyāna Mahāparinirvāṇa Sūtra, la obtención de la liberación nirvánica (moksha), por el contrario, se dice que abre un reino de total éxtasis, gozo, permanencia, estabilidad, [y] eternidad (ibídem), en el cual el buda es «completamente pacífico» (Dharma-kshema, versión sureña).

#### Interpretación
La noción de la naturaleza búdica y su interpretación fue y sigue siendo ampliamente debatida en todas las escuelas del budismo mahayana. Algunas tradiciones interpretan que la doctrina es equivalente a la vacuidad (como la escuela Gelug), y el lenguaje positivo de los textos tathāgatagarbha se interpreta como si tuvieran un significado provisional, que en última instancia no es verdadero. Sin embargo, otras escuelas (principalmente la escuela Jonang), ven a tathāgatagarbha como una enseñanza fundamental y como un ser verdadero y eterno, mientras que Sunyata se considera una enseñanza inferior y provisional.
Del mismo modo, los eruditos occidentales se han dividido en su interpretación de la doctrina tathāgatagarbha, ya que la doctrina de una "naturaleza esencial" en cada ser vivo parece ser equivalente a un "Yo" (ātman), y esto parece contradecir la gran mayoría de los textos budistas. Sin embargo, algunos eruditos consideran que tales enseñanzas son metafóricas, que no deben tomarse literalmente.
Según algunos estudiosos, la naturaleza de Buda de estos sutras no representa un yo sustancial (ātman). Más bien, es una expresión positiva de la vaciedad y representa la potencialidad para realizar la Budeidad a través de las prácticas budistas. En esta visión, la intención de la enseñanza de la naturaleza de Buda es soteriológica más que teórica. Según los demás, el potencial de la salvación depende de la realidad ontológica de una verdad central salvífica y permanente: la naturaleza búdica, vacía de toda mutabilidad y error, totalmente presente en todos los seres. Mientras tanto, los eruditos japoneses del movimiento "Budismo crítico" ven la naturaleza búdica como una idea esencialista y, por lo tanto, no budista.

### Budismo tibetano

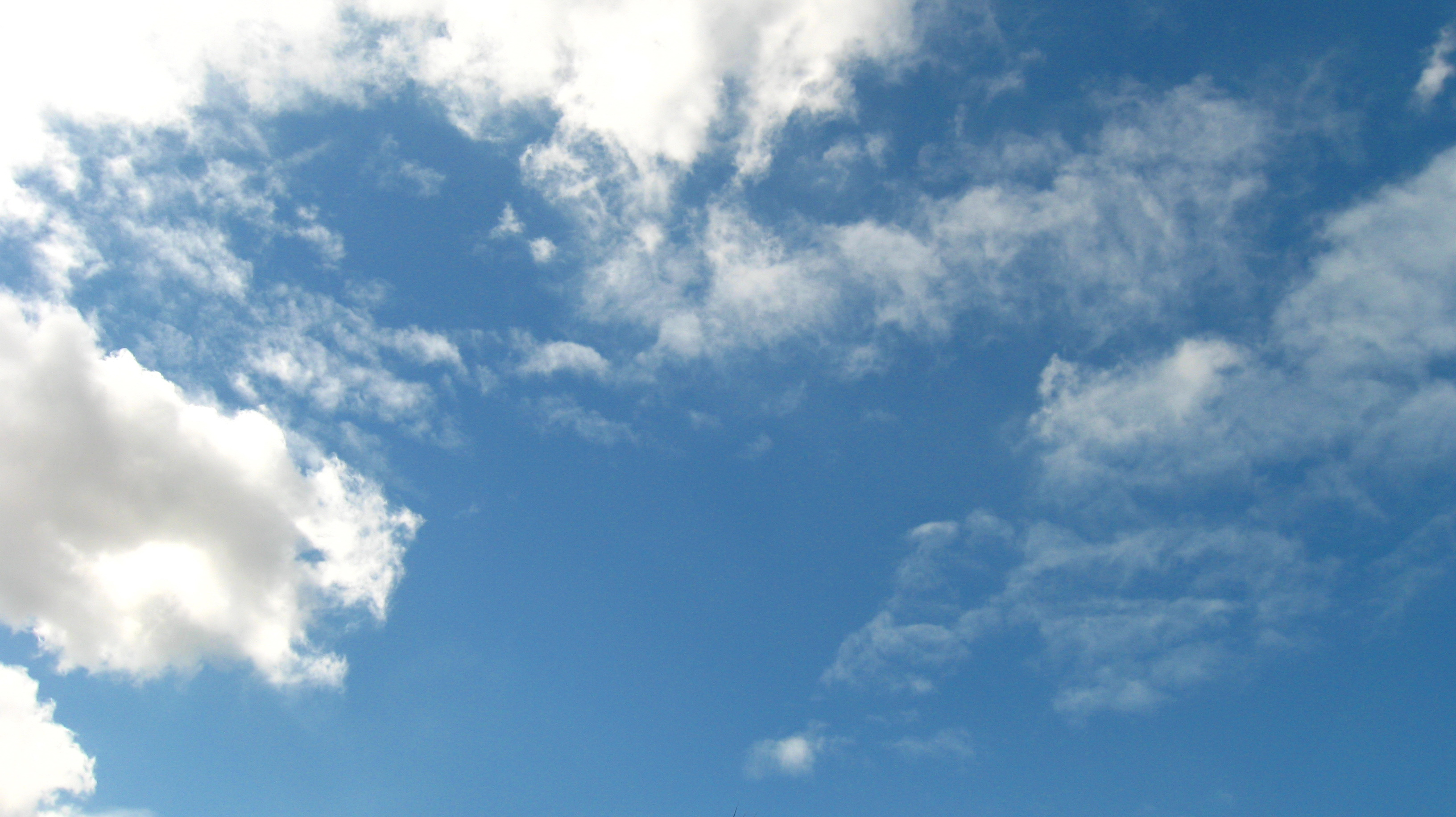
En el budismo tibetano, la vaciedad se simboliza y se compara con el cielo abierto.

En el budismo tibetano, la vaciedad (Wylie: stong-pa nyid) se interpreta principalmente a través de la lente de la filosofía mādhyamaka, aunque las interpretaciones influenciadas por Yogacara y Tathāgatagarbha también son influyentes. Las interpretaciones basadas en el trabajo del filósofo indio Candrakīrti son los puntos de vista dominantes sobre la vaciedad en la filosofía tibetana.
En el Tíbet, también se comenzó a hacer una distinción entre dos enfoques del razonamiento de Mādhyamaka: la vista "autonomista" (svātantrika, rang rgyud pa) y la "consecuencialista" (prāsaṅgika, thal ’gyur pa). La distinción fue inventada por los tibetanos, y no por los filósofos de la india.
Otros desarrollos filosóficos tibetanos comenzaron en respuesta a los trabajos del influyente erudito Dolpopa (1292–1361) y condujeron a dos puntos de vista de Mādhyamaka:
- Shentong (Wylie: gzhan stong, otro vacío), sostiene que la realidad última está vacía de la realidad convencional, pero no vacía de sí misma como una sabiduría luminosa y otras cualidades de Buda.
- Rangtong (Wylie: rang stong; auto-vacío), afirma que todo está vacío, incluso la realidad última.

Sin embargo, muchos filósofos tibetanos también rechazan estos términos como descripciones de sus puntos de vista. El pensador Sakya Gorampa Sonam Senge (1429-1489), por ejemplo, llamó a su versión de Mādhyamaka, "libertad de los extremos" o "libertad de las proliferaciones" (spros bral) y afirmó que la verdad última era inefable, más allá de la predicción o el concepto.

El 14.º Dalái lama, que generalmente habla desde la perspectiva Gelug, afirma:
De acuerdo con la teoría del vacío, cualquier creencia en una realidad objetiva basada en el supuesto de existencia intrínseca e independiente es simplemente insostenible.
Todas las cosas y eventos, ya sean conceptos 'materiales', mentales o incluso abstractos como el tiempo, carecen de existencia objetiva e independiente ... Cosas y eventos están 'vacíos' en el sentido de que nunca pueden poseer ninguna esencia inmutable, realidad intrínseca o 'ser' absoluto que otorga independencia.

### Budismo chino

#### Escuela sānlùn
El Mādhyamaka chino (conocido como Sānlùn, o la "escuela de los tres tratados") comenzó con el trabajo de Kumārajīva (344–413 EC), quien tradujo las obras de Nāgārjuna al chino. Figuras de Sānlùn como el alumno de Kumārajīva, Sengzhao (384–414), y Jizang (549–623) fueron influyentes en la introducción de una interpretación más ortodoxa y no esencialista de la vaciedad al budismo chino. Sengzhao sostiene, por ejemplo, que no se puede decir que la naturaleza de los fenómenos es existente o inexistente y que era necesario ir más allá de la proliferación conceptual para realizar la vaciedad. Jizang (549–623) fue otra figura central en el Madhyamaka chino. Jizang escribió numerosos comentarios sobre Nāgārjuna y Aryadeva, y se considera que es el principal representante de la escuela Sānlùn.  Jizang llamó a su método "deconstruir lo que es engañoso y revelar lo que es correctivo". Jizang insistió en que uno nunca debe establecerse en un punto de vista o perspectiva particular, sino que debe reexaminar constantemente nuestras formulaciones para evitar la reificacion del pensamiento y conducta.
En la era moderna, una importante figura china que ha escrito sobre Mādhyamaka es el monje erudito Yin Shun (1906–2005).

#### Tiantai, Huayan y Zen
Los filósofos chinos posteriores desarrollaron sus propias interpretaciones únicas de la vaciedad. Uno de ellos fue Zhiyi, el fundador intelectual de la escuela Tiantai, quien fue fuertemente influenciado por el Sutra del loto. La visión de Tiantai de la vaciedad y la originación dependiente es inseparable de su visión de la "interfusión de los fenómenos" y la idea de que la realidad última es una totalidad absoluta de todas las cosas particulares que son "ni iguales ni diferentes" entre sí.
En la metafísica de Tiantai, cada evento, función o característica es el producto de la interfusión de todos los demás, el todo está en lo particular y cada evento / función en particular está también en todos los demás. Esto también lleva a la conclusión de que todos los fenómenos son "localizables" en todos y cada uno de los otros fenómenos, incluso los fenómenos aparentemente conflictivos como el bien y el mal, o el engaño y la iluminación están interrelacionados entre sí.
La escuela Huayan entendió a la vaciedad y la realidad última a través de la idea similar de interpenetración o "coalescencia" (Wylie: zung-'jug; sánscrito: yuganaddha), utilizando el concepto de la red de Indra para ilustrar esto.
El budismo Chan (Zen) fue influenciado por todas las corrientes budistas chinas anteriores. El Mādhyamaka de Sengzhao, por ejemplo, influyó en las opiniones del patriarca Shen Hui (670-762), una figura crítica en el desarrollo de Chan, como puede verse en su "Iluminando la Doctrina Esencial" (Hsie Tsung Chi). Este texto enfatiza que la vaciedad no se puede conocer a través del pensamiento, ya que está libre de pensamiento (wu-nien). La interpretación de la vaciedad en la escuela Chan también fue influenciada por Yogacara y los sutras Tathāgatagarbha, y usó un lenguaje más positivo y poético para describir la naturaleza de la vaciedad.
Los puntos de vista de Tiantai y Huayan como la interpenetración e interconexión también influyeron en los puntos de vista de la escuela Chan, y aún son perceptibles en el Zen moderno. Una figura moderna que ha adoptado una interpretación influenciada por estas dos escuelas es Thich Nhat Hanh, quien explica la vaciedad a través de la idea similar de "Inter-Ser".

## Shuniata opuesto al nihilismo y al materialismo
Roger R. Jackson escribe: «Una interpretación nihilista del concepto de vacuidad (o sólo de la mente) no es, de ningún modo, una mera posibilidad hipotética; fue consistentemente adoptada por los opositores del budismo, donde quiera que la religión se expandiera, ni los mismos budistas han sido immunes a ella...» Y posteriormente; «Con el fin de obviar el nihilismo, [...] la corriente majaiánica principal ha explicado su propia retórica negativa al apelar a la noción de que hay, en efecto, dos tipos de verdad (satyadvaya), convencional o “mundana y superficial” verdades (lokasamvriti), y verdades superiores que son la verdad en el «más alto sentido» (para-martha)».
En palabras de Robert Thurman: «La vacuidad no significa “nadidad”, sino más bien que todas las cosas carecen de realidad intrínseca, de objectividad intrínseca, de identidad intrínseca o de referencialidad intrínseca. Al carecer de tal esencia estática o substancia, esto no las hace no existir, sino que las hace totalmente relativas».
Esta relatividad de todos los fenómenos contrapone al materialismo, la noción de que los fenómenos existen por su propio derecho, en y por sí mismos. Así, la filosofía del Buda es vista como el camino intermedio (Camino medio o Madhyamaka) entre el nihilismo y materialismo.

En el pensamiento oriental el vacío no es un concepto que exprese una visión sombría, melancólica o pesimista de la vida (la vida no vale nada, como dice la frase popular). Al contrario, para los budistas el vacío es la condición de posibilidad de manifestación de todos los entes y del devenir. De ahí que en el Sutra del corazón se afirme que ‘’form is voidness and voidness is form’’[la forma es el vacío y el vacío es forma] pg.71 (Dharma Lok To, 1995) En efecto, gracias al vacío hay espacio para el movimiento y se rompe la continuidad del ser, interrupción que introduce la multiplicidad de los entes en el seno de la realidad. 

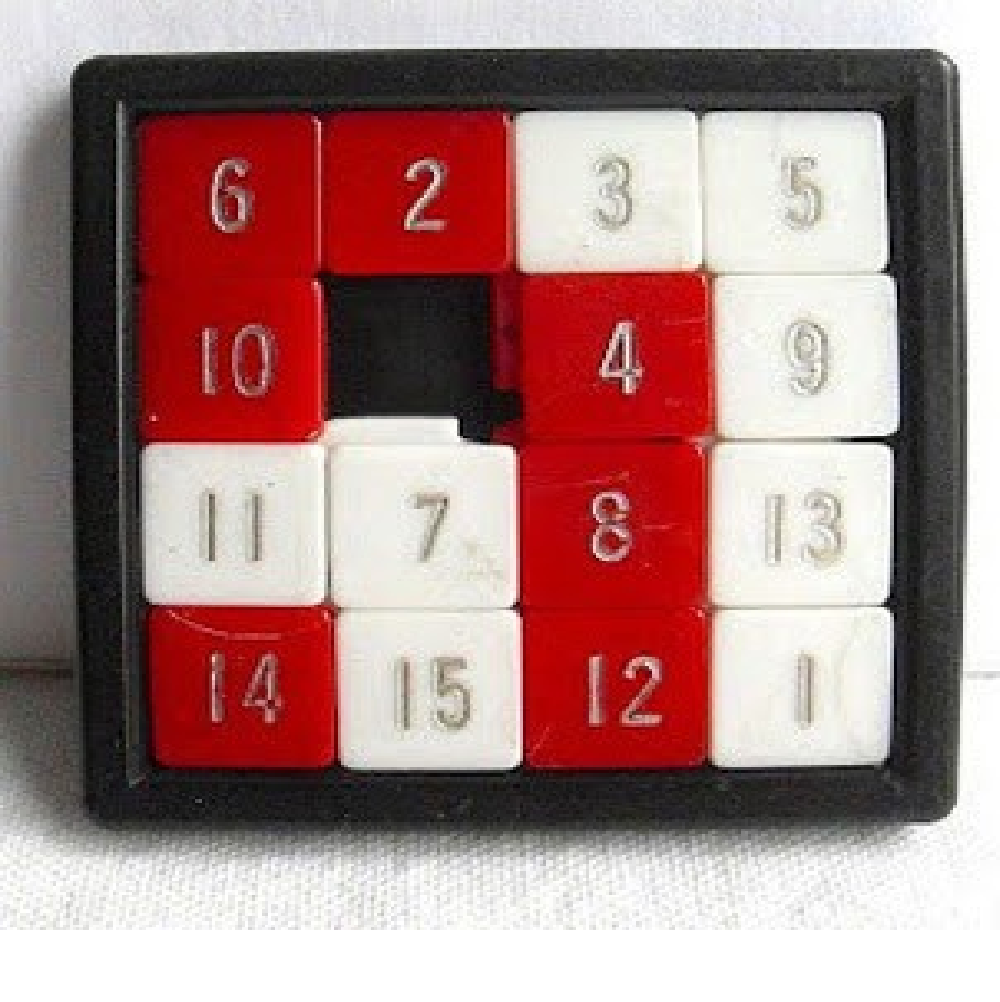
rompecabezas numérico

 Sucede como en el juego del rompecabezas numérico: es la falta de un cuadrito (el que correspondería al número dieciséis) lo que 
hace posible que exista el juego con todas sus posibles combinaciones. 
Dharma Lok To, Dr. Frank G. French, K'un Li, T'an Hsu, Tripitaka Hsuan Tsan. (1995). the prajna paramita heart sutra. Bronx, New York: Buddha Dharma Education

### Primarias
- Arnau, Juan (ed./trad.). (2004), Fundamentos de la vía media de Nagarjuna (Mula-madhyamaka-karika)., Ediciones Siruela..
- Arnau, Juan (ed./trad.). (2006), Abandono de la discusión de Nagarjuna, Ediciones Siruela, ISBN 9788478442478..
- Bhikkhu, Thanissaro (trans.). (1997b), Maha-suññata Sutta, Majjhima Nikaya 122, The Greater Discourse on Emptiness, Access to Insight..
- Bhikkhu, Thanissaro (trans.). (1997c), Phena Sutta, Samyutta Nikaya XXII.95, Foam, Access to Insight, archivado desde el original el 14 de diciembre de 2004..
- Bhikkhu, Thanissaro (trans.). (1997d), SN 35.85, Suñña Sutta, Empty, Access to Insight..
- Page, Tony (ed.). (2004), The Mahayana Mahaparinirvana Sūtra, Nirvanasutra.org, archivado desde el original el 27 de enero de 2020, consultado el 29 de junio de 2020..
- Hurvitz, Leon (trans.). (1976), Scripture of the Lotus Blossom of the Fine Dharma (The Lotus Sūtra)., Columbia University Press..
- Capriles, Elías (2004), Clear Discrimination of Views Pointing at the Definitive Meaning: The Four Philosophical Schools of the Sutrayana Traditionally Taught in Tibet (With Reference to the Dzogchen Teachings)., Universidad de Los Andes (Mérida, Venezuela)...

### Secundarias
- Radovic, C.C. (2009), La Teoría del Big Bang y la Perfección de la Sabiduría El vacío como síntesis ontológica de todo cuanto existe, Santiago de Chile: Editorial Universitaria..
- Arnau, Juan (2007), Antropología del budismo, Barcelona: Editorial Kairós, archivado desde el original el 13 de febrero de 2009, consultado el 20 de noviembre de 2008..
- Arnau, Juan (2005), La palabra frente al vacío. Filosofía de Nagarjuna, Fondo de Cultura Económica, ISBN 9789681675172..
- Arnau, Juan (2008), Arte de probar. Ironía y lógica en India antigua, Fondo de Cultura Económica, ISBN 9788437506210..
- Jackson, Roger R. (1993), Is Enlightenment Possible?, Snow Lion Publications, ISBN 1-55939-010-7..
- Rawson, Philip (1991), Sacred Tibet, London, Thames and Hudson, ISBN 050081032X..